# Megarctosa argentata
Megarctosa argentata är en spindelart som först beskrevs av Denis 1947.  Megarctosa argentata ingår i släktet Megarctosa och familjen vargspindlar. Inga underarter finns listade i Catalogue of Life.